# 世界平和青年学生連合
世界平和青年学生連合（せかいへいわせいねんがくせいれんごう、英語: International Association of Youth and Students for Peace; IAYSP）は、世界平和統一家庭連合（旧・統一教会）の関連団体。国連経済社会理事会での特殊協議資格を有する。旧名称は世界平和青年連合。

## 概要
1994年7月26日、文鮮明と韓鶴子によって、ワシントンD.C.で「世界平和青年連合（Youth Federation for World Peace, YFWP）」が創設された。
1995年12月14日、日本支部が日本都市センターホールで発足。初代会長には稲森一郎が就任した。2代会長は梶栗正義が務めた。2013年6月から2019年10月まで松田幸士が日本会長を務めた。
その後、「世界平和青年学生連合（International Association of Youth and Students for Peace, IAYSP）」に改称。2017年2月23日、韓国で創設大会が行われた。日本では同年5月17日、出帆記念大会が開催された。日本支部の団体名は「YSP-Japan」という。
2019年12月28日から2020年1月3日にかけて、統一教会の指導者養成のための特別修錬会「TOPGUNユース2020」が韓国で開催。この修練会に参加するため、世界平和青年学生連合のメンバーで、かつ2世信者である1,150人の日本人大学生は年末に韓国に渡った。同国の2世大学生150人と合流し、12月31日と1月2日、強制徴用被害者と元慰安婦の女性へ直接謝罪し、慰安婦像が設置された旧日本大使館前で、日本政府ならびに安倍政権に過去の歴史への謝罪を要求する会見を開いた。統一教会は一方では、同じ大学生2世信者の団体である「勝共UNITE」に「安倍政権支持」を掲げた活動をさせており、教団内での相反する構図が浮き彫りとなった。

## 日本支部
日本支部の「世界平和青年学生連合（YSP-Japan）」の所在地は東京都新宿区新宿5-13-2成約ビル2F。成約ビルの概要および主な入居団体は下記のとおり（2022年8月の時点）。
- 建物名称：成約ビル
- 所在地：東京都新宿区新宿5-13-2
- 建物規模：地上5階

| 5F | UPF-Japan、平和大使協議会 |
| 4F | 真の家庭運動推進協議会、一般財団法人国際ハイウェイ財団、日本純潔同盟、 世界平和宗教連合、孝情教育文化財団、宗教新聞社、統一思想研究院 |
| 3F | 世界平和統一家庭連合東京同胞教会 |
| 2F | 世界平和教授アカデミー、世界平和青年学生連合、平和統一聯合、 アジアと日本の平和と安全を守る全国フォーラム、日韓トンネル推進全国会議   |
| 1F | （セミナールーム） |